# Matthias Karbowski
Matthias Karbowski (* 21. Januar 1983) ist ein ehemaliger deutscher Handballspieler, der in 60 Bundesligaeinsätzen insgesamt 105 Treffer erzielte. Weiterhin war er als Handballtrainer beim SV Henstedt-Ulzburg tätig.

## Karriere
Karbowski lief anfangs für den Regionalligisten TSV Ellerbek auf. Im November 2002 wechselte der damalige Jugendnationalspieler zum Bundesligisten HSV Hamburg, jedoch war er weiterhin für den TSV Ellerbek spielberechtigt. Am 21. Mai 2003 erzielte er 16 Tore in einem Bundesligaspiel gegen den SC Magdeburg. Ab der darauffolgenden Spielzeit besaß er ein Zweitspielrecht beim Zweitligisten TSV Altenholz. Im Dezember 2005 verließ Karbowski den HSV Hamburg und ging anschließend für den TSV Altenholz auf Torejagd. Als sich der Linkshänder im Jahr 2009 mit einem Physiotherapiezentrum selbständig machte, beendete er seine Profikarriere und schloss sich dem Oberligisten SV Henstedt-Ulzburg an. Ab 2010 trat er mit Henstedt-Ulzburg in der 3. Liga an. Nachdem Karbowski mit dem SVHU in die 2. Bundesliga aufstieg, legte er eine Pause ein. In der Saison 2013/14 gehörte er wieder dem Kader von Henstedt-Ulzburg an. Nachdem Tobias Skerka sein Amt als Trainer von Henstedt-Ulzburg niedergelegt hatte, übernahm er gemeinsam mit Amen Gafsi dieses Amt und beendete seine aktive Karriere. Nach der Saison 2015/16 beendete er beim SVHU seine Trainertätigkeit. Ab der Saison 2016/17 lief er für den Hamburg-Ligisten HTS/BW96 auf. Nachdem Karbowski in der Saison 2017/18 dort als Spielertrainer tätig gewesen war, konzentrierte er sich anschließend auf seine Trainertätigkeit. Karbowski gehört seit der Saison 2023/24 dem Trainerteam des Oberligisten TSV Ellerbek an.